# Смерть от молнии
«Смерть от молнии» (англ. Death by Lightning) — будущий американский исторический мини-сериал, созданный Майком Маковски по мотивам романа «Судьба республики» Кэндис Миллард.

## Сюжет
Сюжет сериала рассказывает о президентстве Джеймса Гарфилда и обстоятельствах предшествующих его убийству Чарльзом Дж. Гито, который был его поклонником.

## В ролях

### Главные роли
- Майкл Шеннон — Джеймс Гарфилд
- Мэттью Макфэдьен — Шарль Гито
- Ник Офферман — Честер А. Артур
- Бетти Гилпин — Лукреция Гарфилд
- Брэдли Уитфорд — Джеймс Блейн
- Ши Уигхэм — Роско Конклинг

### Роли второго плана
- Барри Шабака Хенли — Бланш Брюс
- Пола Малкомсон — Фрэнни Сковилл
- Таппенс Миддлтон — Кейт Чейз Спрэг
- Лора Маркус — Молли Гарфилд
- Вонди Кертис-Холл — Фредерик Дуглас
- Желько Иванек — доктор Доктор Уиллард Блисс[2]
- Арчи Фишер — Джо Браун
- Кайл Соллер — Роберт Тодд Линкольн
- Бен Майлз — Джордж Сковилл
- Шон Паркес — доктор Чарльз Пурвис
- Алистер Петри — Джон Шерман

## Производство
О начале работы над сериалом стало известно в феврале 2024 года, роль Гарфилда получил Майкл Шеннон, а роль его убийцы Гито — Мэттью Макфэдиен. Мэтт Росс стал режиссёром всех эпизодов сериала. Позже в том же месяце к актёрскому составу присоединились Ник Офферман и Бетти Гилпин на роли Честера А. Артура и Лукреции Гарфилд соответственно. В мае к актёрскому составу присоединились Брэдли Уитфорд и Ши Уигхэм, а Стивен Маккинли Хендерсон, Пола Малколмсон и Таппенс Миддлтон присоединились в эпизодических ролях. В июле к актёрскому составу присоединилась Лора Маркус. В октябре к актёрскому составу присоединились Барри Шабака Хенли (заменивший Маккинли Хендерсона), Вонди Кертис-Холл и Желько Иванек.
Съемки начались в Венгрии 1 июля 2024 года и завершились в октябре того же года.